# Villa La Tana

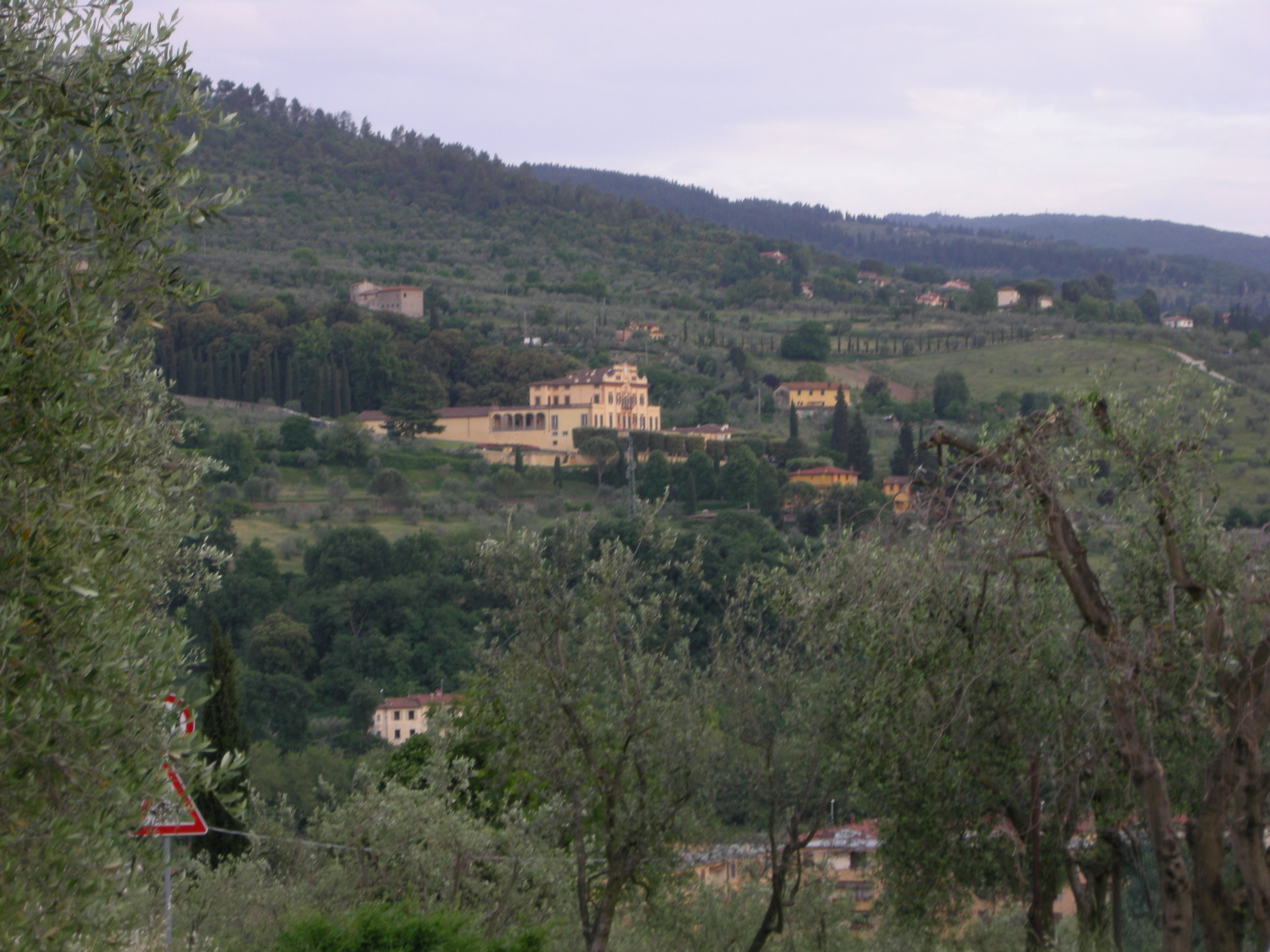
Veduta dall'altra sponda dell'Arno

La Villa La Tana si trova in via di Villamagna a Candeli, frazione di Bagno a Ripoli alle porte di Firenze.

## Storia
Nel Quattrocento esisteva già una casa turrita in questo sito, posseduta dai Buccelli di Montepulciano e in seguito passata, nel 1548, ai Landi di Castellina in Chianti e nel 1570 a Pietro Bonaventuri e sua moglie Bianca Cappello. Il Bonaventuri, uomo di scarse possibilità finanziarie, poté comprare la villa quasi sicuramente grazie all'interessamento dei Medici, essendo Bianca probabilmente già amante di Francesco I.
La villa, molto più spartana che oggi, era a due piani e con un salone al centro. Pochi anni dopo il marito di Bianca venne ucciso in circostanze misteriose e la donna vendette la proprietà all'Ospedale di Santa Maria Nuova. Nel 1631 fu di nuovo ceduta al barone Leon Francesco Pasquale Ricasoli, che promosse vari lavori, culminati con la completa ristrutturazione della villa ad opera di Giulio Foggini, fratello del più noto Giovan Battista. La "casa da signore" divenne una vera e propria villa, ma mantenne il nomignolo di "tana", essendo "rintanata nei boschi" alle pendici di Villamagna.
Nell'Ottocento fu dei Fossi, che fecero alcune aggiunte, come la cappellina, a destra della facciata.

## Descrizione
La villa si trova su un terrazzamento naturale al quale si accede da una doppia scalinata curva, ornata da statue. La facciata ha una forma scenografica, con volute al culmine e un attico con orologio al centro. L'interno contiene un salone decorato da affreschi di Antonio Cioci, con scene di località marine incorniciate da stucchi.
Sul retro si sviluppano i giardini, con un parterre di aiuole geometriche, delimitato a lato da una parete verde.